# Голема речица
Голема речица (изписване до 1945 Голѣма рѣчица, на македонска литературна норма: Голема Речица; на албански: Reçica e Madhe) е село в Северна Македония, в община Тетово.

## География
Селото е разположено в областта Долни Полог на два километра южно от град Тетово.

## История
В обобщен списък на джизието на немюсюлманите от вилаета Калканделен от 18 юли 1628 година селото е отбелязано като Речиче-и бюзюрг, с 8 ханета (домакинства).
В края на XIX век Голема речица е албанско село в Тетовска каза на Османската империя. Според статистиката на Васил Кънчов („Македония. Етнография и статистика“) от 1900 година Голема речица е село, населявано от 380 жители арнаути мохамедани.
Според Афанасий Селишчев в 1929 година Велика речица е село в Долнопалчишка община и има 127 къщи със 725 жители албанци.
Според преброяването от 2002 година селото има 3977 жители.
| Националност     | Всичко |
| северномакедонци | 4      |
| албанци          | 3949   |
| турци            | 0      |
| роми             | 0      |
| власи            | 0      |
| сърби            | 0      |
| бошняци          | 0      |
| други            | 24     |

## Личности
Родени в Голема речица
- Абдименаф Незири, политик от Северна Македония, министър на развитието
- Джеват Адеми (р. 1962), политик от Северна Македония, депутат от ДСИ